# Echinacea
Pour les articles homonymes, voir Echinacea (homonymie).
Pour le super-ordre d'oursins, voir Echinacea (échinoderme).
Genre
Classification phylogénétique
Echinacea (les échinacées, terme dérivé du grec echino, « épine », à cause du disque central « épineux » de la fleur) est un genre de plantes à fleurs de la famille des Astéracées qui comprend 11 taxons (9 espèces et 2 sous-espèces) tous originaires d'Amérique du Nord. Trois espèces sont très connues pour leur réputation en herboristerie et leur usage ethnobotanique : Echinacea angustifolia, Echinacea purpurea et Echinacea pallida.

## Description
Le genre Echinacea regroupe des plantes d'environ un mètre de hauteur avec une fleur jaune, rose et quelquefois blanche. Le centre de la fleur est recouvert de pointes piquantes.

## Utilisations
Certaines espèces d'Echinacea, notamment E. purpurea, E. angustifolia et E. pallida sont cultivées en tant que plantes ornementales dans les jardins. Les espèces appropriées sont utilisées dans la restauration des prairies. D'autres espèces encore sont utilisées pour la constitution de stocks de fourrage.

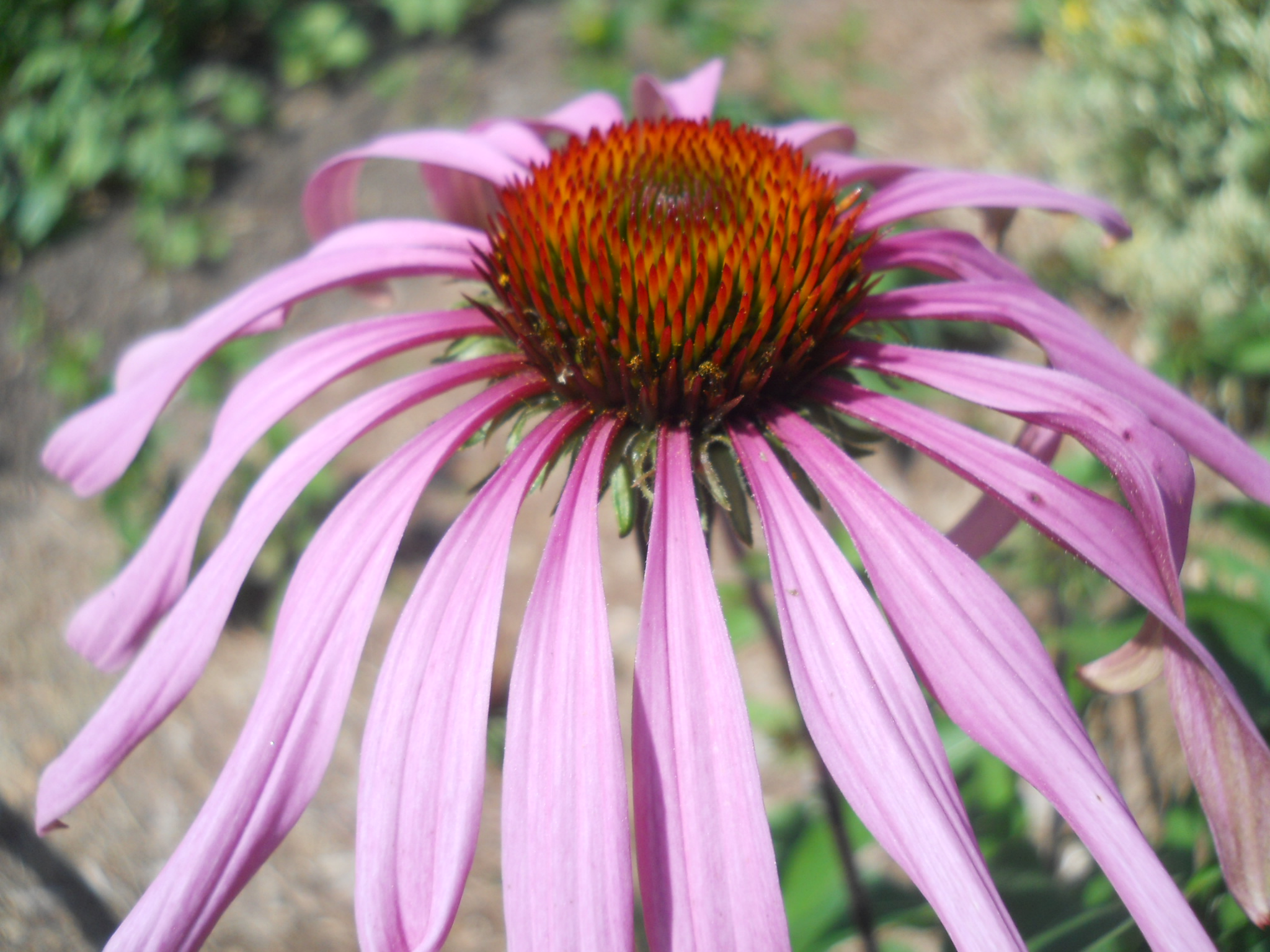
Échinacée.

### Usage médicinal
C'est principalement Echinacea purpurea qui est utilisée comme plante médicinale. Son rhizome était utilisé par les Autochtones des plaines d'Amérique du Nord dans l'élaboration de remèdes médicinaux, peut-être plus que toute autre plante. Dans les années 1930, Echinacea est utilisée à la fois en Europe et aux États-Unis comme médecine populaire. Echinacea renforcerait les défenses immunitaires et aiderait à prévenir les infections. Suivant l'espèce utilisée, des breuvages médicinaux peuvent être préparés à partir de la tige et de la fleur, ou bien de la racine.
L'efficacité de ces remèdes fait l'objet de nombreuses études. On soupçonne qu'elle est attribuable à l'un des composés phénoliques, comme les acides chicorique et caftarique (en) isolés chez E. purpurea, ou l'échinacoside (en) présent dans la partie haute des racines d’E. angustifolia et E. pallida. Les phénols sont des métabolites secondaires présents chez tous les végétaux et souvent pharmacologiquement actifs. Lors de la préparation des remèdes, ces phénols peuvent servir de marqueurs pour évaluer les quantités d'Echinacea présentes dans le produit. D'autres éléments chimiques qui peuvent être importants sont les alkylamides et les polysaccharides.
Les études randomisées de Taylor et al. (2003), avec prise de produits à base d’Echinacea (réalisés à partir de la plante entière, i.e. tige et racine), Turner (2015) sur respectivement les rhumes et les rhinovirus montrent que les effets pendant l'infection ne sont pas notables.
Cependant, l'étude de Goel et al. (2004) tend à montrer que la prise préventive d’Echinacea purpurea stimule les défenses immunitaires. Cette conclusion est confirmée par d'autres études cliniques, notamment pour la prévention des rhumes. En 2011, une étude montre l'effet supérieur d’Echinacea purpurea face au lévamisole dans l'augmentation des défenses immunitaires chez le rat.
La longue compilation d'études de l'Agence européenne des médicaments datée de novembre 2015, analysant notamment celles sus-citées, montre que la prise d'Echinacea purpurea ne soigne pas ou peu les infections respiratoires, rhumes ou grippes, mais que les patients recevant préventivement de l'échinacée sont moins malades que ceux recevant un placebo.

## Liste des espèces
- Echinacea angustifolia DC. var. angustifolia
- Echinacea angustifolia DC. var strigosa McGregor
- Echinacea atrorubens Nutt.
- Echinacea laevigata (Boynton & Beadle) Blake
- Echinacea pallida (Nutt.) Nutt.
- Echinacea paradoxa (Norton) Britton var. neglecta McGregor
- Echinacea paradoxa (Norton) Britton var. paradoxa
- Echinacea purpurea (L.) Moench
- Echinacea sanguinea Nutt.
- Echinacea simulata McGregor
- Echinacea tennesseensis (Beadle) Small

## Photos

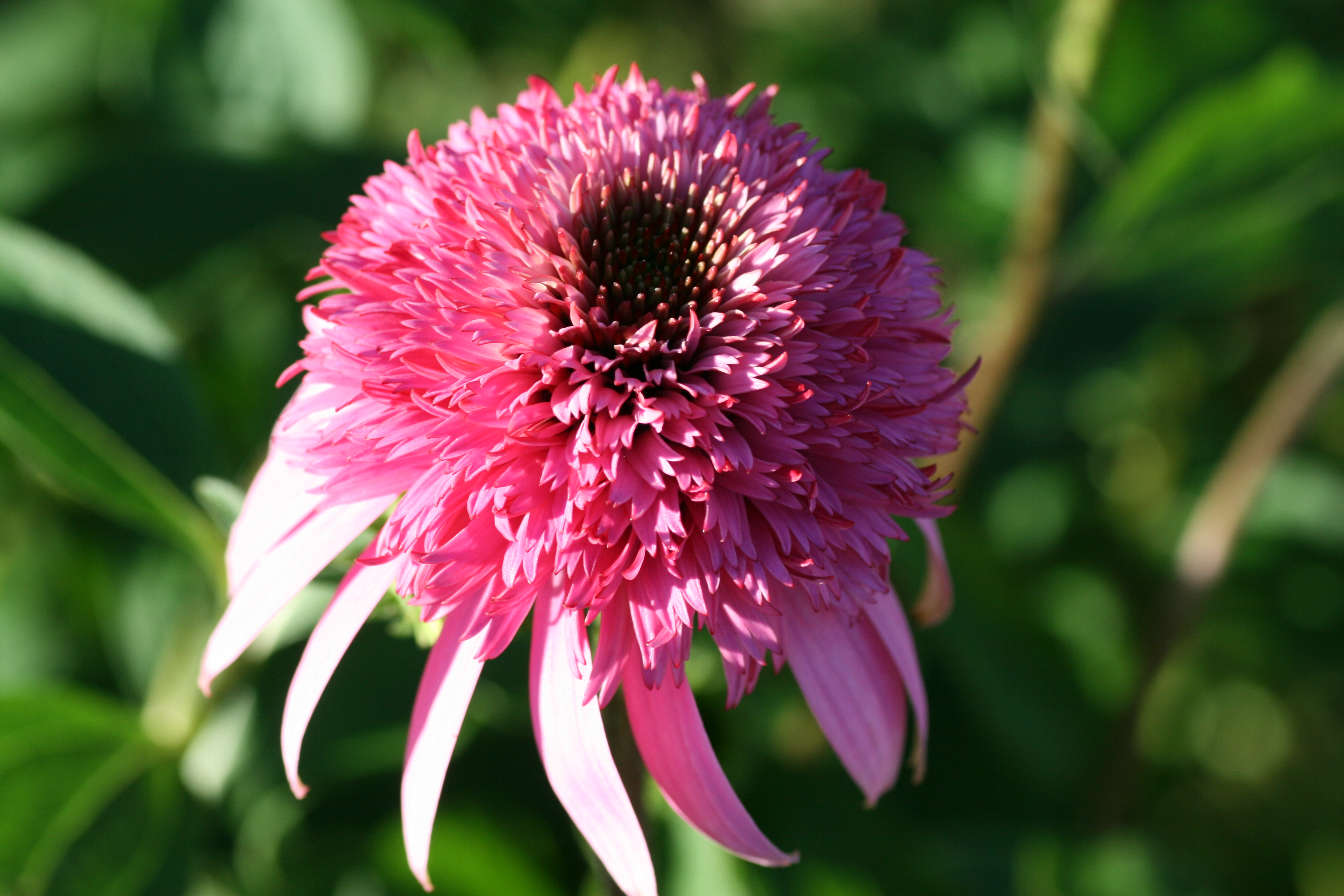
Echinacea purpurea Razzmatazz.
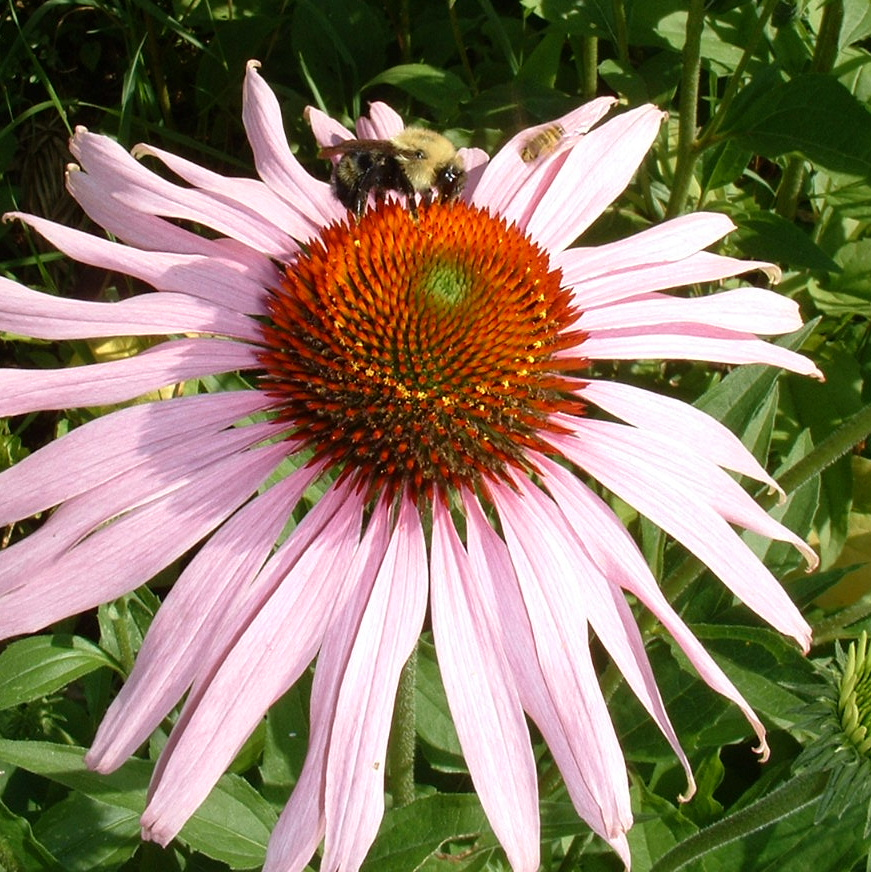
Echinacea purpurea.